# Sommer-Paralympics 1988/Tischtennis
Bei den Sommer-Paralympics 1988 in Seoul wurden in insgesamt 37 Wettbewerben im Tischtennis Medaillen vergeben. Bei den Frauen gab es zehn und bei den Männern 27 Medaillen zu vergeben. Wie auch zuvor bei den Spielen in New York und Stoke Mandeville 1980 fanden Offenen Wettbewerben statt. Die Athleten kämpften in Einzel- und Mannschaftswettbewerben sowie in Offenen Wettbewerben um die Medaillen.

## Klassen
Die Frauen spielten im Einzel in den Klassen 2, 3, 4, TT 6 und TT 7, sowie in einem Offenen Wettbewerben. Hinzu kam ein Wettbewerb (2–4), bei dem die Klassen 2, 3 und 4 zusammengefasst wurden. Im Mannschaftswettbewerb wurde in den Klassen 2, 4 und TT 6 gespielt.
Bei den Männern unterschied man im Einzel die Klassen 1A, 1A-4, 1B, 1C, 2, 3, 4, C5, C6, TT 2, TT 3, TT 4, TT 5, TT 6 und TT 7. Auch bei den Männern wurde ein Offener Wettbewerben ausgetragen.
In den Klassen 1A, 1B, 1C, 2, 3, 4, TT 2, TT 5, TT 6 und TT 7 fanden Mannschaftswettbewerbe statt.

## Medaillengewinner Frauen

### Einzel
Klasse 2
| Platz | Land           | Spieler             |
| ----- | -------------- | ------------------- |
| 1     | Schweiz        | Bisquolm, Elisabeth |
| 2     | BR Deutschland | Lamsbach, Ruth      |
| 3     | Niederlande    | Paardekam, Jolanda  |

Klasse 3
| Platz | Land               | Spieler              |
| ----- | ------------------ | -------------------- |
| 1     | BR Deutschland     | Weninger, Christiane |
| 2     | Vereinigte Staaten | Johnson, Jennifer    |
| 3     | Norwegen           | Andersen, Inger Lise |

Klasse 4
| Platz | Land               | Spieler           |
| ----- | ------------------ | ----------------- |
| 1     | Vereinigte Staaten | Terranova, Terese |
| 2     | BR Deutschland     | Sikora, Monika    |
| 3     | Österreich         | Fetz, Hildegard   |

Klasse 2 – 4
| Platz | Land               | Spieler              |
| ----- | ------------------ | -------------------- |
| 1     | Vereinigte Staaten | Johnson, Jennifer    |
| 2     | Österreich         | Kirchmair, Gabriele  |
| 3     | BR Deutschland     | Weninger, Christiane |

Klasse TT 6
| Platz | Land                | Spieler                 |
| ----- | ------------------- | ----------------------- |
| 1     | Frankreich          | Darvand, Bernadette     |
| 2     | Schweden            | Andersson, Marie-Louise |
| 3     | Volksrepublik China | Cheng, Yu               |

Klasse TT 7
| Platz | Land                | Spieler              |
| ----- | ------------------- | -------------------- |
| 1     | Volksrepublik China | Hua, Guiyun          |
| 2     | Dänemark            | Baertelsen, Marianne |
| 3     | BR Deutschland      | Bauer, Birgit        |

Klasse TT open
| Platz | Land                | Spieler                 |
| ----- | ------------------- | ----------------------- |
| 1     | Volksrepublik China | Zhang, Xiaoling         |
| 2     | Belgien             | Borre, Ingrid           |
| 3     | Schweden            | Andersson, Marie-Louise |

### Mannschaft
Klasse 2
| Platz | Land                   | Spieler                                     |
| ----- | ---------------------- | ------------------------------------------- |
| 1     | Schweiz                | Droux, Christiane Mettler-Kiener, Elisabeth |
| 2     | Vereinigtes Königreich |                                             |
| 3     | BR Deutschland         |                                             |

Klasse 4
| Platz | Land               | Spieler |
| ----- | ------------------ | ------- |
| 1     | Vereinigte Staaten |         |
| 2     | BR Deutschland     |         |
| 3     | Österreich         |         |

Klasse TT 6
| Platz | Land                | Spieler |
| ----- | ------------------- | ------- |
| 1     | Volksrepublik China |         |
| 2     | Frankreich          |         |
| 3     | Schweden            |         |

## Medaillengewinner Männer

### Einzel
Klasse 1A
| Platz | Land     | Spieler         |
| ----- | -------- | --------------- |
| 1     | Südkorea | Lee, Hae Gon    |
| 2     | Südkorea | Kang, Sung Hoon |
| 3     | Finnland | Launonen, Matti |

Klasse 1B
| Platz | Land           | Spieler                 |
| ----- | -------------- | ----------------------- |
| 1     | Österreich     | Hajek, Rudolf           |
| 2     | BR Deutschland | Hassler, Bruno          |
| 3     | Norwegen       | Simensen, Svein Bjornar |

Klasse 1C
| Platz | Land           | Spieler         |
| ----- | -------------- | --------------- |
| 1     | BR Deutschland | Emmel, Manfred  |
| 2     | BR Deutschland | Jaksch, Rudolf  |
| 3     | Frankreich     | Jeannin, Daniel |

Klasse 2
| Platz | Land       | Spieler            |
| ----- | ---------- | ------------------ |
| 1     | Frankreich | Peeters, Michel    |
| 2     | Südkorea   | Kim, Young Soo     |
| 3     | Österreich | Altendorfer, Fritz |

Klasse 3
| Platz | Land       | Spieler           |
| ----- | ---------- | ----------------- |
| 1     | Österreich | Starl, Peter      |
| 2     | Südkorea   | Kim, Ki Hoon      |
| 3     | Österreich | Sutter, Christian |

Klasse 4
| Platz | Land               | Spieler          |
| ----- | ------------------ | ---------------- |
| 1     | BR Deutschland     | Kreidel, Thomas  |
| 2     | BR Deutschland     | Schmidt, Peter   |
| 3     | Vereinigte Staaten | Dempsey, Michael |

Klasse 1A − 4
| Platz | Land               | Spieler           |
| ----- | ------------------ | ----------------- |
| 1     | Vereinigte Staaten | Dempsey, Michael  |
| 2     | Frankreich         | Tisserant, Guy    |
| 3     | BR Deutschland     | Velroyen, Herbert |

Klasse TT 2
| Platz | Land           | Spieler            |
| ----- | -------------- | ------------------ |
| 1     | Frankreich     | Tisserant, Guy     |
| 2     | BR Deutschland | Velroyen, Herbert  |
| 3     | Frankreich     | Gauducheau, Michel |

Klasse TT 3
| Platz | Land           | Spieler          |
| ----- | -------------- | ---------------- |
| 1     | BR Deutschland | Kurfeß, Thomas   |
| 2     | BR Deutschland | Schmidt, Rainer  |
| 3     | BR Deutschland | Welting, Stephan |

Klasse TT 4
| Platz | Land                   | Spieler        |
| ----- | ---------------------- | -------------- |
| 1     | Vereinigtes Königreich | Hope, David    |
| 2     | Frankreich             | Piras, Marc    |
| 3     | BR Deutschland         | Mueller, Klaus |

Klasse TT 5
| Platz | Land           | Spieler         |
| ----- | -------------- | --------------- |
| 1     | Südkorea       | Kim, Kwang Jin  |
| 2     | BR Deutschland | Schmitt, Thomas |
| 3     | Ungarn         | Szepesi, Attila |

Klasse TT 6
| Platz | Land     | Spieler          |
| ----- | -------- | ---------------- |
| 1     | Finnland | Jokinen, Kimmo   |
| 2     | Dänemark | Pehrsson, Torben |
| 3     | Schweden | Nilsson, Jorgen  |

Klasse TT 7
| Platz | Land           | Spieler                 |
| ----- | -------------- | ----------------------- |
| 1     | BR Deutschland | Koller, Manfred         |
| 2     | Jugoslawien    | Dimitrijevic, Svetislav |
| 3     | Dänemark       | Havaleschka, Frands     |

Klasse C5
| Platz | Land        | Spieler         |
| ----- | ----------- | --------------- |
| 1     | Niederlande | Kersten, Harold |
| 2     | Japan       | Inada, Koji     |
| 3     | Belgien     | Hollander, Eric |

Klasse C6
| Platz | Land     | Spieler          |
| ----- | -------- | ---------------- |
| 1     | Schweden | Axelsson, Thomas |
| 2     | Schweden | Westling, Mikael |
| 3     | Südkorea | Kim, Kyung Sik   |

Klasse TT open
| Platz | Land           | Spieler          |
| ----- | -------------- | ---------------- |
| 1     | Frankreich     | Chedeau, Claude  |
| 2     | BR Deutschland | Knabe, Manfred   |
| 3     | Dänemark       | Pehrsson, Torben |

### Mannschaft
Klasse 1A
| Platz | Land               | Spieler                      |
| ----- | ------------------ | ---------------------------- |
| 1     | Südkorea           |                              |
| 2     | Schweiz            | Rosenast, Hans Zumkehr, Rolf |
| 3     | Vereinigte Staaten |                              |

Klasse 1B
| Platz | Land           | Spieler |
| ----- | -------------- | ------- |
| 1     | BR Deutschland |         |
| 2     | Norwegen       |         |
| 3     | Österreich     |         |

Klasse 1C
| Platz | Land           | Spieler |
| ----- | -------------- | ------- |
| 1     | BR Deutschland |         |
| 2     | Südkorea       |         |
| 3     | Belgien        |         |

Klasse 2
| Platz | Land           | Spieler |
| ----- | -------------- | ------- |
| 1     | Österreich     |         |
| 2     | Südkorea       |         |
| 3     | BR Deutschland |         |

Klasse 3
| Platz | Land                   | Spieler |
| ----- | ---------------------- | ------- |
| 1     | Südkorea               |         |
| 2     | Österreich             |         |
| 3     | Vereinigtes Königreich |         |

Klasse 4
| Platz | Land           | Spieler |
| ----- | -------------- | ------- |
| 1     | BR Deutschland |         |
| 2     | Südkorea       |         |
| 3     | Hongkong       |         |

Klasse TT 2
| Platz | Land           | Spieler                               |
| ----- | -------------- | ------------------------------------- |
| 1     | Frankreich     | Gauducheau, Michel Tisserant, Guy     |
| 2     | Südkorea       | Choi, Hyung Suk Um, Tae Hyung         |
| 3     | BR Deutschland | Velroyen, Herbert Rehder, Hans-Jürgen |

Klasse TT 5
| Platz | Land           | Spieler                          |
| ----- | -------------- | -------------------------------- |
| 1     | BR Deutschland | Schmitt, Thomas Horsch, Wolfgang |
| 2     | Frankreich     | Garofalo, Thierry Piras, Marc    |
| 3     | Ungarn         | Szepesi, Attila Kovacs, Gyozo    |

Klasse TT 6
| Platz | Land        | Spieler                        |
| ----- | ----------- | ------------------------------ |
| 1     | Niederlande | Rohof, Niels Zijda, Rein       |
| 2     | Japan       | Kozakura, Masaaki Saiki, Shuzo |
| 3     | Ungarn      | Majsai, Karoly Erdos, Lajos    |

Klasse TT 7
| Platz | Land           | Spieler                              |
| ----- | -------------- | ------------------------------------ |
| 1     | BR Deutschland | Koller, Manfred Vahle, Markus        |
| 2     | Schweden       | Nyberg, Dennis Nilsson, Jorgen       |
| 3     | Dänemark       | Havaleschka, Frands Pehrsson, Torben |

Klasse C5 − C8
| Platz | Land     | Spieler |
| ----- | -------- | ------- |
| 1     | Schweden |         |
| 2     | Belgien  |         |
| 3     | Irland   |         |

## Medaillenspiegel Tischtennis
| Medaillenspiegel Tischtennis | Medaillenspiegel Tischtennis | Medaillenspiegel Tischtennis | Medaillenspiegel Tischtennis | Medaillenspiegel Tischtennis | Medaillenspiegel Tischtennis |
| Platz                        | Land                         | G                            | S                            | B                            | Gesamt                       |
| ---------------------------- | ---------------------------- | ---------------------------- | ---------------------------- | ---------------------------- | ---------------------------- |
| 1                            | BR Deutschland               | 10                           | 10                           | 8                            | 28                           |
| 2                            | Frankreich                   | 5                            | 4                            | 2                            | 11                           |
| 3                            | Südkorea                     | 4                            | 7                            | 1                            | 12                           |
| 4                            | Vereinigte Staaten           | 4                            | 1                            | 2                            | 7                            |
| 5                            | Österreich                   | 3                            | 2                            | 5                            | 10                           |
| 6                            | Volksrepublik China          | 3                            | –                            | 1                            | 4                            |
| 7                            | Schweden                     | 2                            | 3                            | 3                            | 8                            |
| 8                            | Schweiz                      | 2                            | 1                            | –                            | 3                            |
| 9                            | Niederlande                  | 2                            | –                            | 1                            | 3                            |
| 10                           | Vereinigtes Königreich       | 1                            | 1                            | 1                            | 3                            |
| 11                           | Finnland                     | 1                            | –                            | 1                            | 2                            |
| 12                           | Ungarn                       | –                            | –                            | 3                            | 3                            |
| 13                           | Dänemark                     | –                            | 2                            | 3                            | 5                            |
| 14                           | Belgien                      | –                            | 2                            | 2                            | 4                            |
| 15                           | Japan                        | –                            | 2                            | –                            | 2                            |
| 16                           | Norwegen                     | –                            | 1                            | 2                            | 3                            |
| 17                           | Jugoslawien                  | –                            | 1                            | –                            | 1                            |
| 18                           | Hongkong                     | –                            | –                            | 1                            | 1                            |
| 18                           | Irland                       | –                            | –                            | 1                            | 1                            |